# Урбан, Валерий Петрович
Валерий Петрович Урбан (15 ноября 1918, Вологда — 7 августа 2001, Санкт-Петербург) — советский и российский инфекционист и эпизоотолог, доктор ветеринарных наук. Академик ВАСХНИЛ (1978).

## Биография
Родился 15 ноября 1918 года в Вологде.
В 1934 году поступил в Кировский зооветеринарный институт, который окончил в 1939 году.
В 1939 году, сразу же после окончания данного института, он был призван в армию. В 1941 году после окончания службы в армии, его пытались демобилизовать и отправить домой, но начавшаяся Великая Отечественная война отложила демобилизацию учёного вплоть до 1946 года. На фронте начальник ветеринарной службы артиллерийского полка, капитан ветеринарной службы. В 1945 году был удостоен ордена Красной Звезды, также спустя 50 лет награждён орденом Отечественной войны I степени.
После демобилизации стал главным врачом совхоза в Ростовской области. С 1946 по 1950 годы руководил Выборгской межрайонной ветеринарной лабораторией Ленинградской области. Успешно восстановил после бомбёжки здание ветлаборатории.
С 1950 по 2000 год работал в Ленинградском, затем Санкт-Петербургском ветеринарном институте (Санкт-Петербургской государственной академии ветеринарной медицины, Ветеринарном университете) — сначала как научный сотрудник. Стажировался в КНР, был ассистентом, доцентом, с 1967 по 2000 год избран профессором. А с 1970 по 2000 год заведовал кафедрой эпизоотологии и инфекционных болезней.
Валерий Урбан основал ленинградскую школу эпизоотологов и микробиологов, обогатил ветеринарную науку фундаментальными работами по туберкулезу, болезням молодняка, чумы и рожи свиней, сальмонеллезу и другим инфекциям животных и птиц, неоднократно оказывал всестороннюю помощь работникам животноводческих комплексов по организации противоэпизоотических мер.  
Скончался 7 августа 2001 года в Санкт-Петербурге.
В память о Заслуженном деятеле науки России в 2022 году открыта мемориальная доска на восстановленном под его руководством здании ветлаборатории (Станции по борьбе с болезнями животных) в Выборге.

## Научная сфера
Основные научные работы посвящены ветеринарии инфекционных болезней и эпизоотологии. Автор свыше 300 научных работ, 49 книг и брошюр.
- Внёс вклад в изучение иммунных глобулинов и разработку методов их применения при ряде инфекционных болезней.
- Занимался вопросами планирования ветеринарных мероприятий.
- Предложил новую классификацию инфекционных болезней молодняка.

## Награды, премии, почётные звания
- Заслуженный деятель науки Российской Федерации (1994)[3]
- Орден Красной Звезды
- Орден Отечественной войны I степени
- Орден Почёта (1999)[4]